# Кейси Кейсъм
Кейси Кейсъм (на английски: Casey Kasem) (27 април 1932 г. – 15 юни 2014 г.) е американски диджей, музикален историк, радиоводещ, актьор и озвучаващ артист. Най-известен е като гласа на Шаги Роджърс в поредицата „Скуби-Ду“ от 1969 до 1997 г. и от 2002 до 2009 г. След 40 години Кейсъм спира да озвучава Шаги през 2009 г., но озвучава баща му Колтън Роджърс в „Скуби-Ду! Мистерия ООД“ от 2010 г.

## Личен живот
През живота си Кейсъм е заклет веган, както и защитник на правата на животните и околната среда. В края на 90-те се отказва да озвучава Шаги, след като му е предложено да го озвучи в реклама на Burger King, но се връща към ролята през 2002 г. след като поставя условието Шаги да е вегетарианец.
От 1972 до 1979 г. Кейсъм е женен за Линда Майърс, от която има три деца: Майк, Джули и Кери Кейсъм.
От 1980 г. до смъртта си Кейсъм е женен за актрисата Джийн Томпсън. Двамата имат една дъщеря – Либърти Джийн Кейсъм.